# Rhinella ocellata
Rhinella ocellata е вид земноводно от семейство Крастави жаби (Bufonidae).

## Разпространение
Видът е ендемичен за Бразилия.